# François Kalist
François Michel Pierre Kalist (ur. 30 października 1958 w Bourges) – francuski duchowny katolicki, arcybiskup Clermont od 2016.

## Życiorys
Święcenia kapłańskie otrzymał 21 grudnia 1986 i został inkardynowany do archidiecezji Bourges. Przez wiele lat pracował jako duszpasterz parafialny, był także m.in. wicerektorem seminarium w Orleanie, wikariuszem biskupim ds. formacji stałej dorosłych, a także pomocniczym delegatem ds. ekumenizmu.
25 marca 2009 papież Benedykt XVI mianował go ordynariuszem diecezji Limoges. Sakry biskupiej udzielił mu 17 maja 2009 abp Albert Rouet.
20 września 2016 papież Franciszek mianował go arcybiskupem metropolitą Clermont.